# 貨客船
貨客船（かきゃくせん）は、旅客輸送と貨物輸送の双方を行う船舶である。国際的には旅客船の範疇で捉えられているが、南太平洋諸国が採択したSRNCVのように定義を設けている例もある。
豪華客船をはじめとする純然たる客船に比べると、貨客船は格落ちの印象を持たれることも少なくない。実際に後述の事情から競争力が低下した古い客船の貨客船落ちもあった。
ただし船舶は、大型になるほど航続性能や、波浪・船体動揺に対する耐性などの点で居住性でも有利である一方、二乗三乗則により大型ほど容積比で外部に接する面積が小さく、船体内部では通気や大出力機関からの振動や騒音、熱などの問題が大きくなる（空母赤城、加賀やヘルシップも参照）。このため客船は高級の船室は上部構造物の窓がある外壁寄りに設けられ、低級の船室や乗員室、外寄りに置く必要のない設備等は下層・内部側に設けられるが、超大型船になると旅客輸送に耐え難い空間が生じてくる。こうした箇所は乗客を詰め込むよりも貨物輸送に充てた方が、食料や用水、設備に要する運行コストも抑制でき経済的である。
史上最大級の海難事故で知られるタイタニック号を代表とするオーシャン・ライナーは一般に豪華客船として知られているが、実態は貨客船であった。第二次世界大戦以前頃まではこうした大洋航路に就く客船は運輸の花形であり、日本も橿原丸級や新田丸級といった豪奢な大型高性能船を建造し海運列強と覇を競っており、これらもやはり貨客船であった。
大戦後、長距離旅客の主流が急速に発展してきたジェット旅客機に移行すると、旅客船の花形も豪奢なイメージを売りにするクルーズ客船に取って代わられ、豪華貨客船は消えていった。

## 各地域の貨客船

### 日本
日本では船舶安全法第8条によって旅客定員が12名を超える船舶が旅客船とされている。貨客船は法律で用いられる用語ではないが、旅客定員が12名を超える船舶が旅客船となるため、旅客定員が12名以下で貨物を運ぶ船舶は単に貨物船として扱われる。検疫手続上も船舶安全法などに基づき「貨客船とは旅客定員13名以上の貨物輸送できる船舶」とされている。旅客定員が12名を超える貨客船は法的には旅客船と位置づけられるため、旅客船と同様の救命設備等が必要となる。
なお、海上運送法では、旅客が限定されている場合には、旅客定員が13人以上でも旅客航路事業とは扱われない。

### 南太平洋諸国
2002年に採択された南太平洋諸国の海事規則であるSafety Regulations for Non-Convention Vessels（SRNCV）は、従来の「貨物船」及び「旅客船」の2分類に加えて「貨客船」を新たに定義した。
SRNCVは南太平洋諸国では独自に内航船の海事規則を起草することが難しいため、国際海事機関（IMO）が後援し、南太平洋諸国及び旧宗主国で構成するSPC（South Pacific Commission）の海事部門が中心となって共通海事規則を審議した。IMOが南太平洋で貨物船での旅客輸送が多い実情に配慮して「貨客船」の分類を加えるよう提起し、SRNCVでは旅客船より緩和された安全基準が規定されている。

## ギャラリー

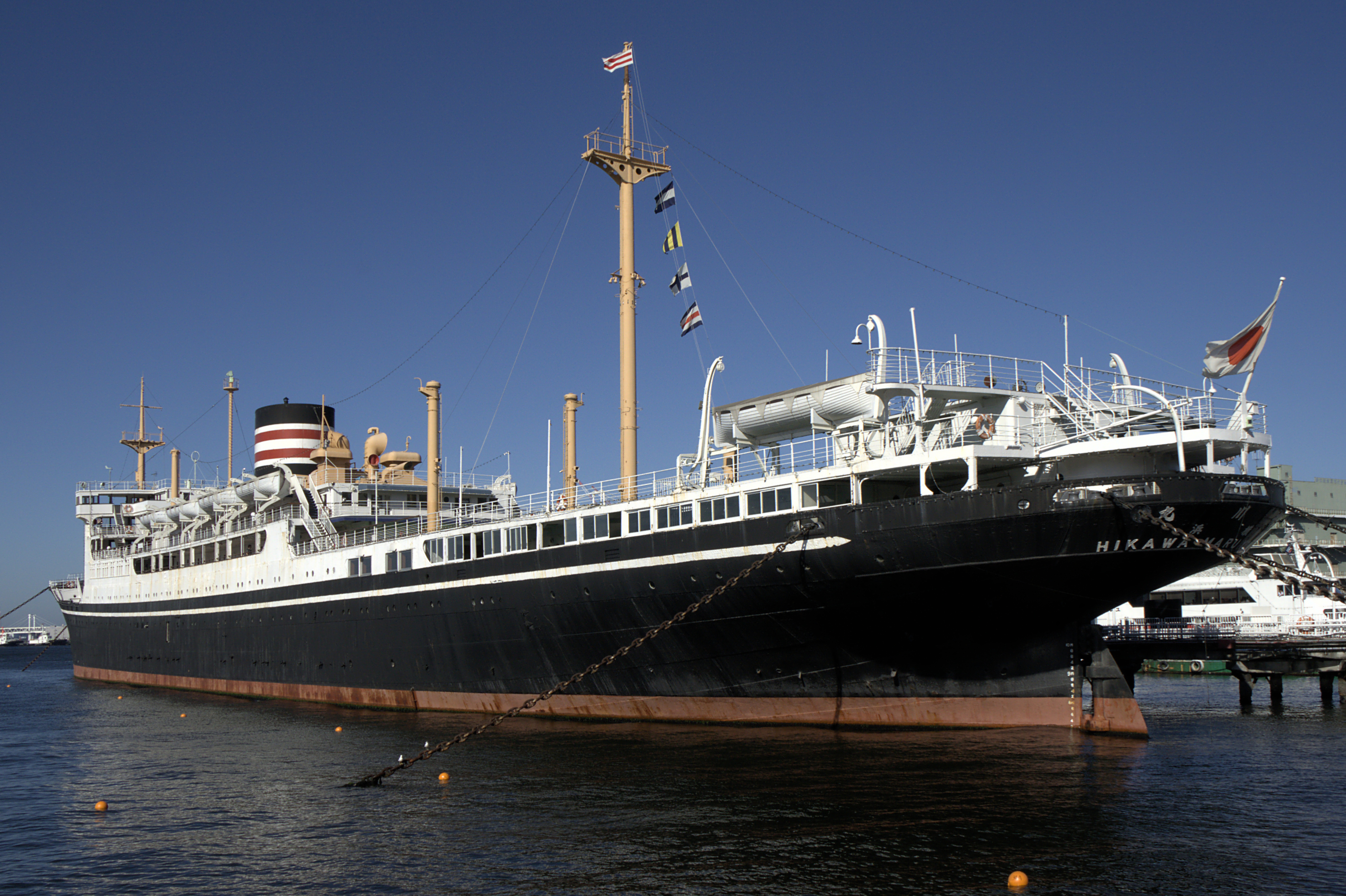
横浜市の山下公園で保存されている氷川丸。
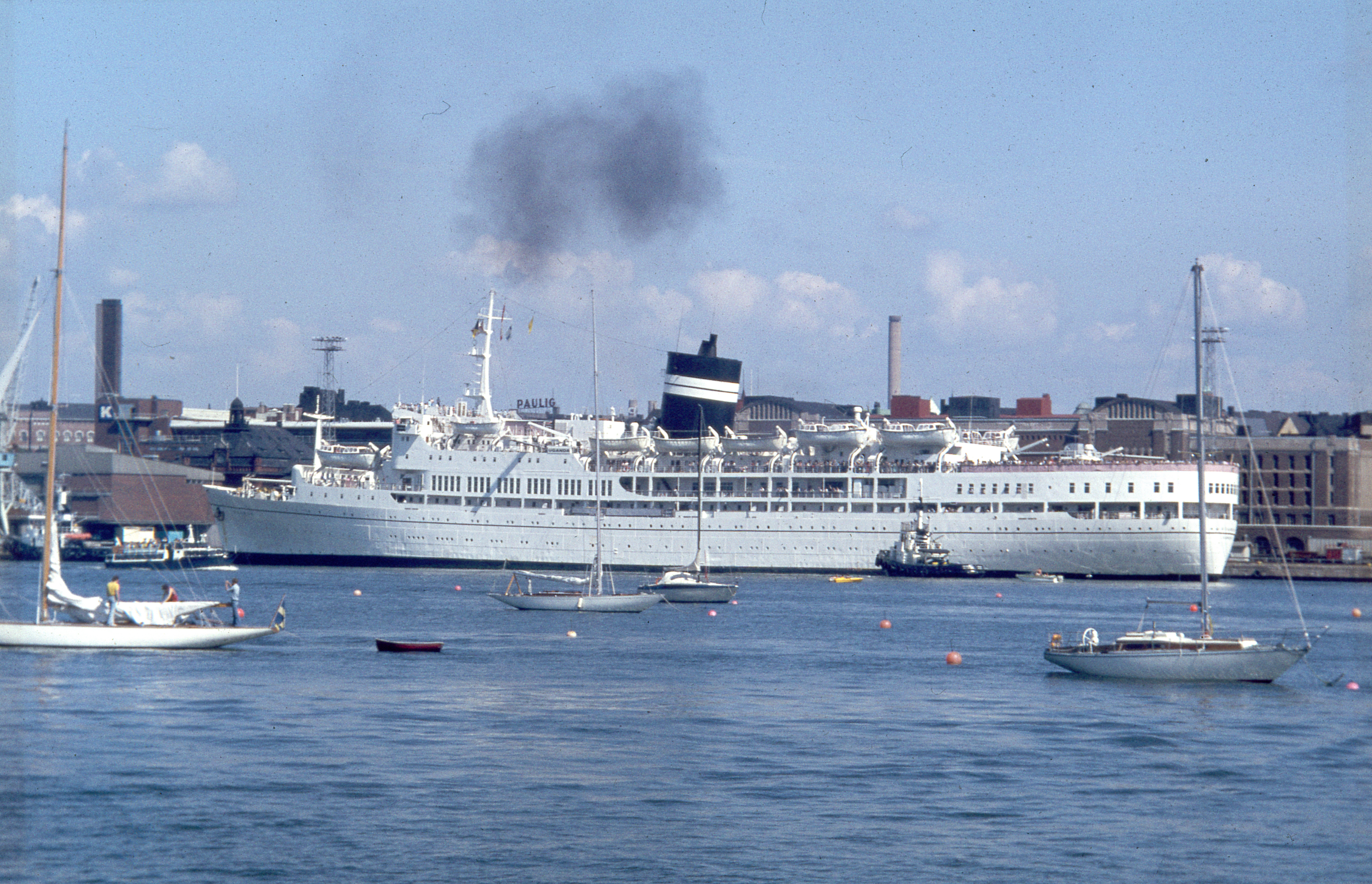
ヘルシンキ港碇泊中のウガンダ号。
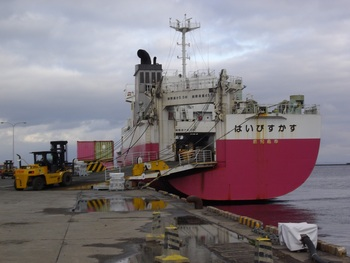
鹿児島市七ツ島港-種子島西之表港-屋久島宮之浦港に就航するフェリーはいびすかす。
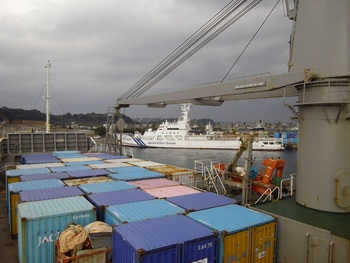
同左。船首側にコンテナを、船尾側に車両。右は、デリッククレーン。
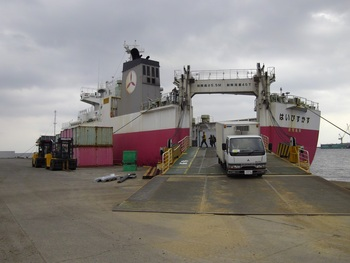
同左。ロールオンロールオフ、デリッククレーン、左舷船尾ランプウェイ。
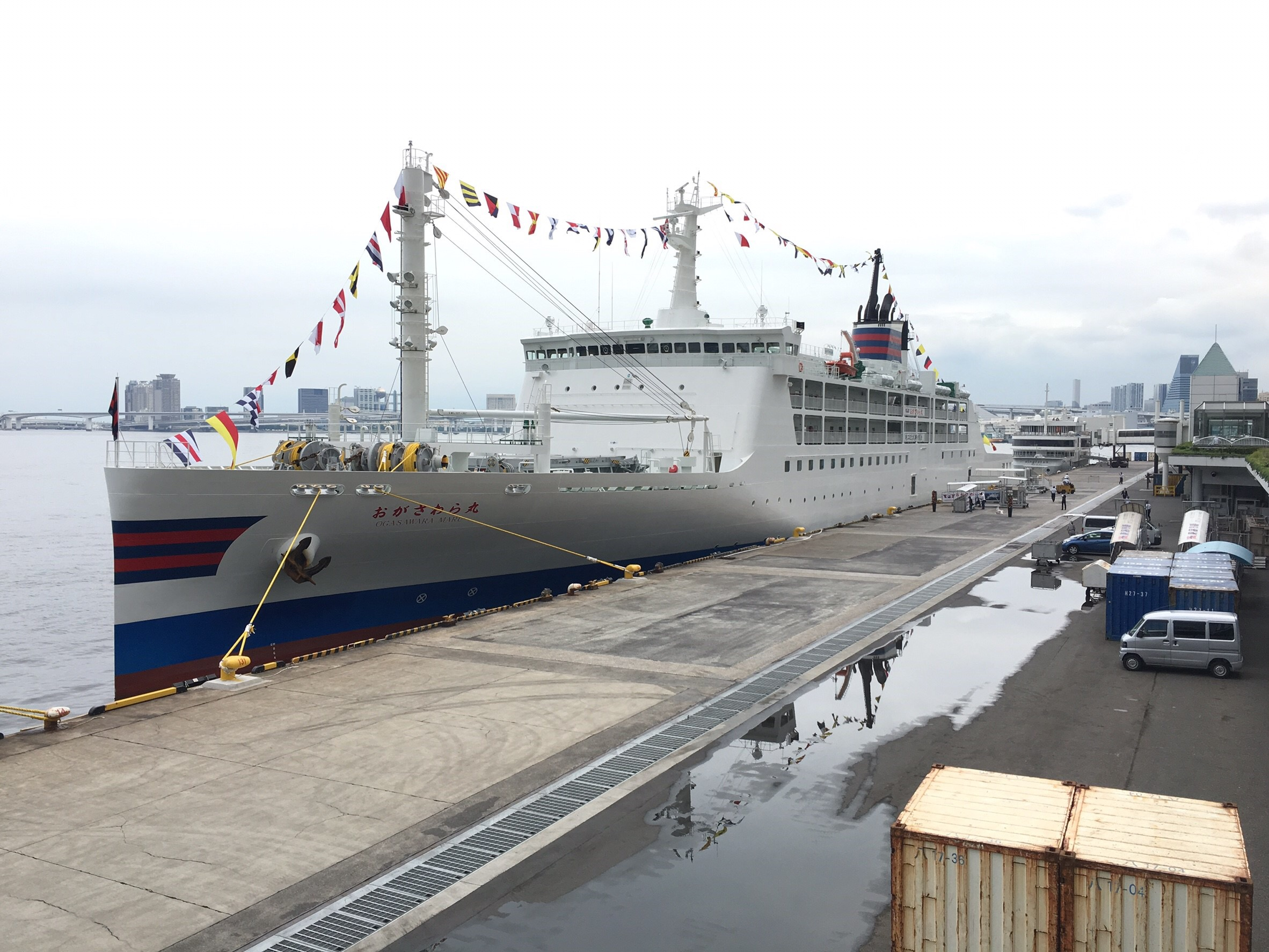
竣工記念式典・内覧会のため、東京港竹芝桟橋碇泊中の三代目おがさわら丸。
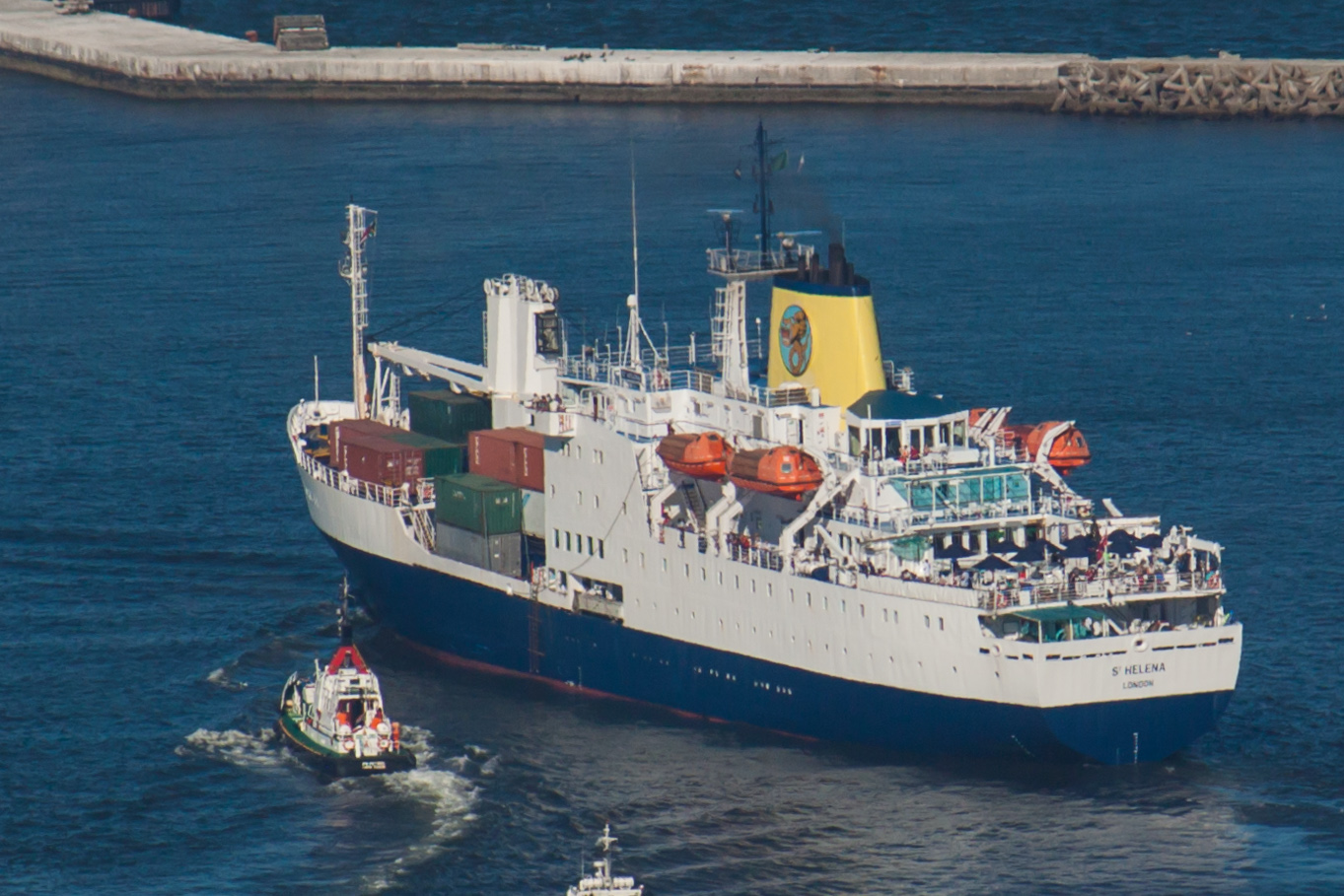
ケープタウン碇泊中のセントヘレナ号。
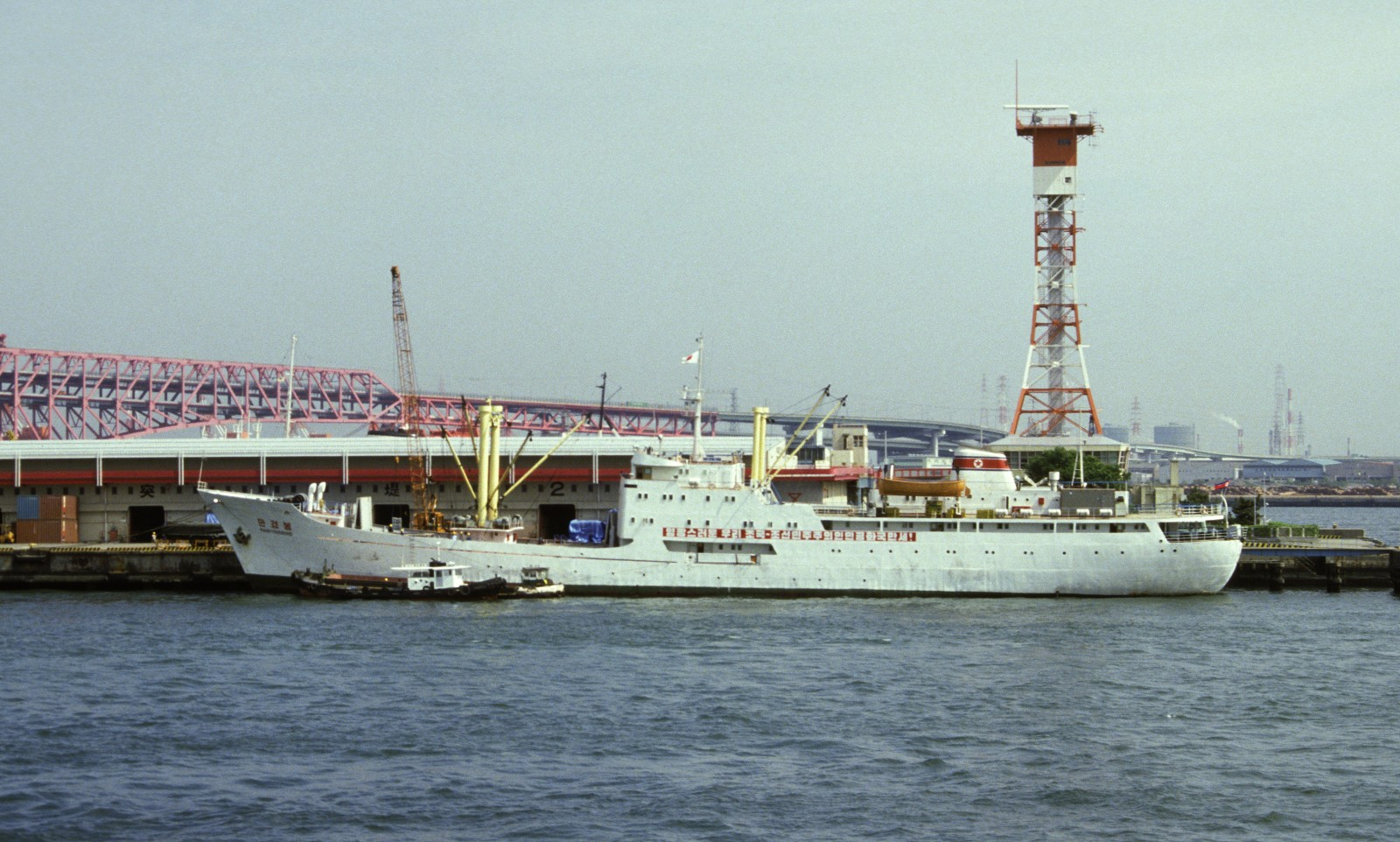
大阪港中央突堤に停泊中の万景峰号（1986年）。